# Нижние Цыпухины
 Нижние Цыпухины  — опустевшая деревня в Котельничском районе Кировской области в составе Макарьевского сельского поселения.

## География
Располагается на расстоянии примерно 15 км по прямой на восток-юго-восток от центра поселения села Макарье.

## История
Была известна с 1802 года как деревня Патринская с 4 дворами. В 1873 году здесь (деревня Патринская или Чипухины) дворов 9 и жителей 92, в 1905 (Патринская или Цыпухинская) 13 и 93, в 1926 (уже Нижнее Чепухино или Патринская) 14 и 68, в 1950 12 и 59, в 1989 проживало 24 человека. Настоящее название утвердилось с 1939 года.

## Население
Постоянное население  составляло 5 человека (русские 80%) в 2002 году, 0 в 2010.